# Dhule
Dhule (abans Dhulia, marathi धुळे) és una ciutat i municipi de l'Índia, a l'estat de Maharashtra capital del districte de Dhule i abans del districte de Khandesh i del districte de West Khandesh, situada a 20° 54′ N, 74° 47′ E / 20.9°N,74.78°E. Segons el cens del 2001 tenia 341.473 habitants (el 1901 eren 24.726 habitants).

## Història
Inicialment Dhulia era una petita vila subordinada a la veïna Laling a uns 10 km amb una fortalesa construïda probablement pels farúquides. Dhule va passar a l'Imperi Mogol el 1601, sota Akbar el Gran, i va caure en mans dels marathes vers 1795. El 1803 va quedar deserta per les depredacions d'Holkar i la fam d'aquest any. El 1804 Balaji Balwant, un servidor de Vinchurkar al qual les parganes de Laling i Songir havien estat concedides pel peshwa, va repoblar la vila i en recompensa pels seus serveis va rebre de Vinchurkar terres i altres privilegis i finalment el govern del territori de Songir i Laling, i llavors va establir la seva seu a Dhulia on va conservar el poder fins a la conquesta britànica el 1818.
El 1818 Dhulia fou escollida pels britànics com a capital del districte de Khandesh pel capità Briggs que el gener de 1819 va obtenir permís per construir una sèrie d'edificis que van costar 27000 rúpies. La ciutat era petita però estava rodejada de jardins i terres ben regades, i els que s'hi establien rebien exempció de taxes sobre les construccions. El 1862 es va crear la municipalitat.